# Franz Wieser (Politiker, 1941)
Franz Wieser (* 23. September 1941 in Heilbronn) ist ein deutscher Politiker der CDU.

## Werdegang
Wieser entstammt einer Handwerkerfamilie. Nach der Volksschule absolvierte er eine Lehre zum Maschinenschlosser. Über den zweiten Bildungsweg studierte an der Fachhochschule Karlsruhe und war dann in der Industrie als Schlosser und Wirtschaftsingenieur tätig. Es folgte ein Universitätsstudium in Wirtschafts- und Politikwissenschaften. Von 1985 bis 2002 unterrichtete er an den Beruflichen Schulen in Bretten, zuletzt im Rang eines Oberstudiendirektors.
Bei der Landtagswahl 1988 gewann er das Erstmandat im Wahlkreis Bretten und zog erstmals als Abgeordneter in den Landtag von Baden-Württemberg ein. Bei den Landtagswahlen 1992, 1996 und 2001 konnte er sein Erstmandat verteidigen. 2006 kandidierte er nicht mehr.
Politische Schwerpunkte seiner Arbeit waren die Bildungs- und Entwicklungspolitik. Er war Vorsitzender des Sozialausschusses des Landtags sowie Bildungspolitischer Sprecher der CDU-Landtagsfraktion. Als ein Vertreter des Landtags war er Mitglied im Rundfunkrat des Südwestrundfunks.
Weiters war er Gemeinderat und stellvertretender Bürgermeister in Ötigheim, Bezirksvorsitzender der Christlich-Demokratischen Arbeitnehmerschaft (CDA) in Nordbaden sowie Mitglied des Geschäftsführenden Bundesvorstands der CDA.

## Auszeichnungen
- 1999: Verdienstkreuz am Bande der Bundesrepublik Deutschland
- 2006: Verdienstkreuz 1. Klasse der Bundesrepublik Deutschland
- 2006: Silvesterorden
- 2006: Ehrensenator der Hochschule Karlsruhe – Technik und Wirtschaft